# Mother (computerspel)
Mother is een rollenspel (RPG) uit 1989 voor de Famicom. Het spel is ontwikkeld door Ape en uitgegeven door Nintendo. Het spel werd in Japan als Mother uitgebracht, daarbuiten is het bekend onder de titel Earthbound Beginnings.
In 1994 kwam er een vervolg genaamd EarthBound. In 2006 kwam het derde deel in de serie uit, genaamd Mother 3.

## Plot
Wanneer een donkere schaduw een klein dorp bedekt, verdwijnt plotseling een jong getrouwd stel. Twee jaar later keert alleen de man terug zonder zijn vrouw. Acht jaar later begint het onheil. Geesten vallen het dorp aan en een jongen uit het dorp moet psychische krachten gebruiken op zijn reis om de geesten te verjagen.

## Spel
Het spel is een rollenspel en is losjes gebaseerd op de Dragon Quest-serie. De speler komt onderweg in gevecht met diverse vijanden, en moet daarbij zijn psychische krachten gebruiken.

## Ontvangst
| Jaar | Publicatie   | Score |
| ---- | ------------ | ----- |
| 1997 | Total!       | 85    |
| 2010 | Pixel-Heroes | 80    |
| 2011 | Jeuxvideo    | 80    |